# Phiale cruentata
Phiale cruentata är en spindelart som först beskrevs av Charles Athanase Walckenaer 1837.  Phiale cruentata ingår i släktet Phiale och familjen hoppspindlar. Inga underarter finns listade i Catalogue of Life.